# Pfarrkirche Gumpoldskirchen

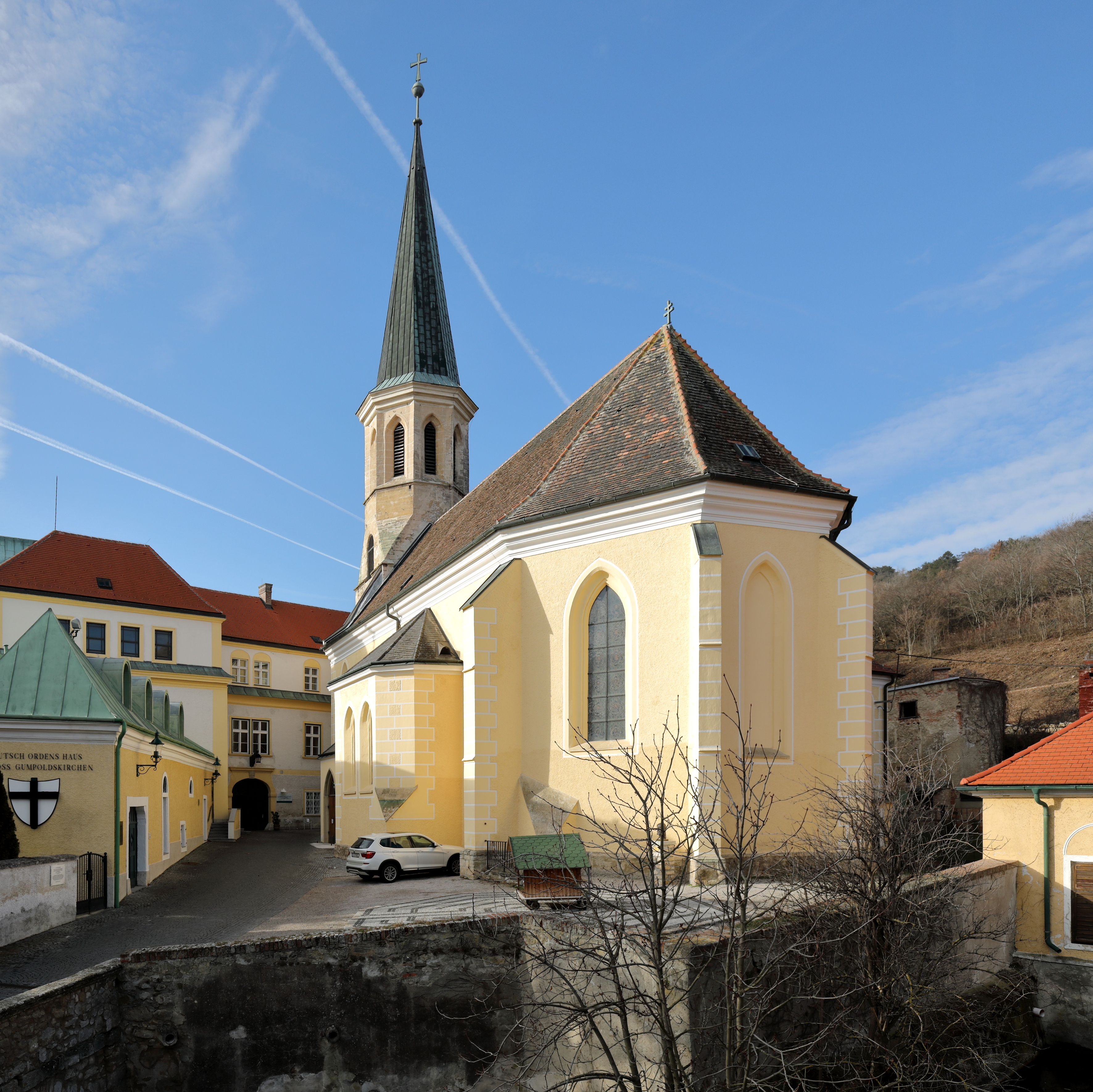
Ostansicht der Pfarrkirche

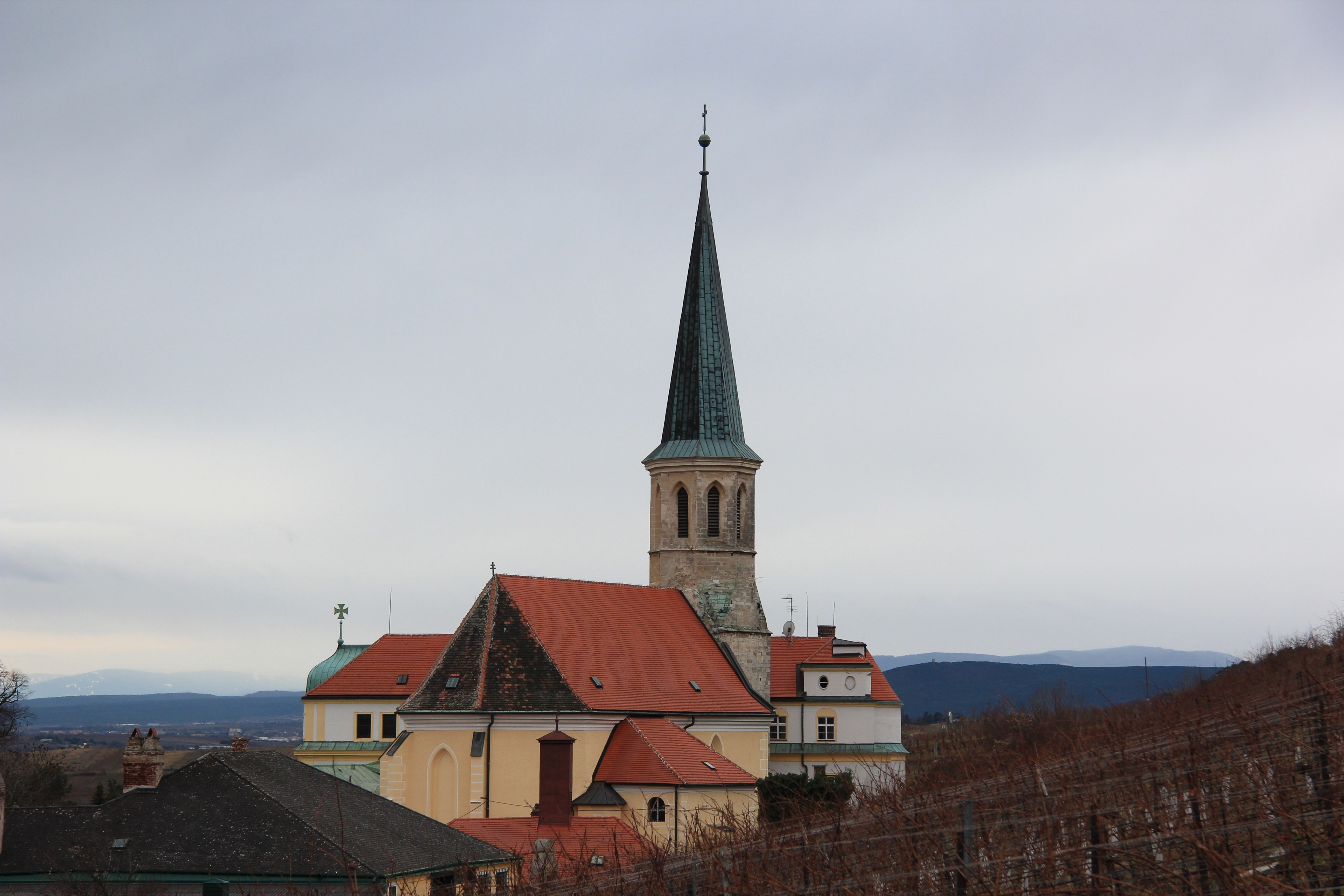
Pfarrkirche hl. Michael in Gumpoldskirchen

Die römisch-katholische Pfarrkirche Gumpoldskirchen steht in der Gemeinde Gumpoldskirchen im Bezirk Mödling in Niederösterreich. Sie ist dem heiligen Michael geweiht und gehört zum Dekanat Mödling im Vikariat Unter dem Wienerwald der Erzdiözese Wien. Das Bauwerk steht unter Denkmalschutz.

## Lagebeschreibung
Die Kirche dominiert am Kirchenplatz mit dem danebenliegenden Deutschordensschloss in erhöhter Lage als ehemalige Burgkirche mit ehemals wehrhafter Kirchhofmauer und Wassergraben die Marktgemeinde.

## Geschichte
Die Kirche wurde ab 1200 als Filialkirche der Pfarrkirche Traiskirchen des Stiftes Melk angenommen. Für 1216 ist ein Pfarrer urkundlich erwähnt. Mit 1241 steht die Kirche unter dem Patronat des Deutschen Ordens.

## Baubeschreibung
Dem gotischen Hallenbau aus der zweiten Hälfte des 14. Jahrhunderts ist ein Wehrturm vorgestellt. Die Kirche zeichnet sich dadurch aus, dass Langhaus und Chor in gleicher Breite und Höhe ausgeführt wurden.

## Ausstattung

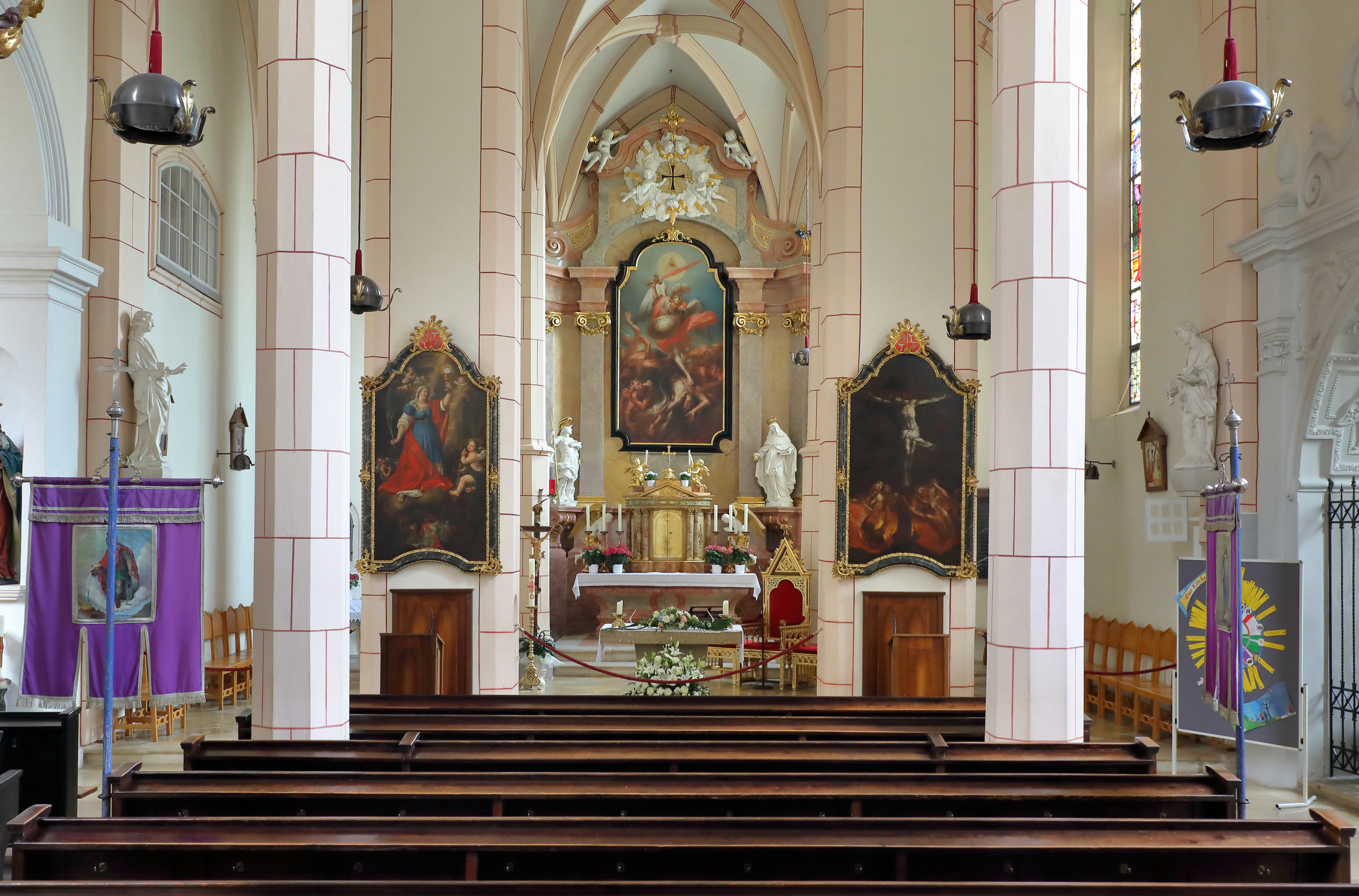
Blick in den Chorraum

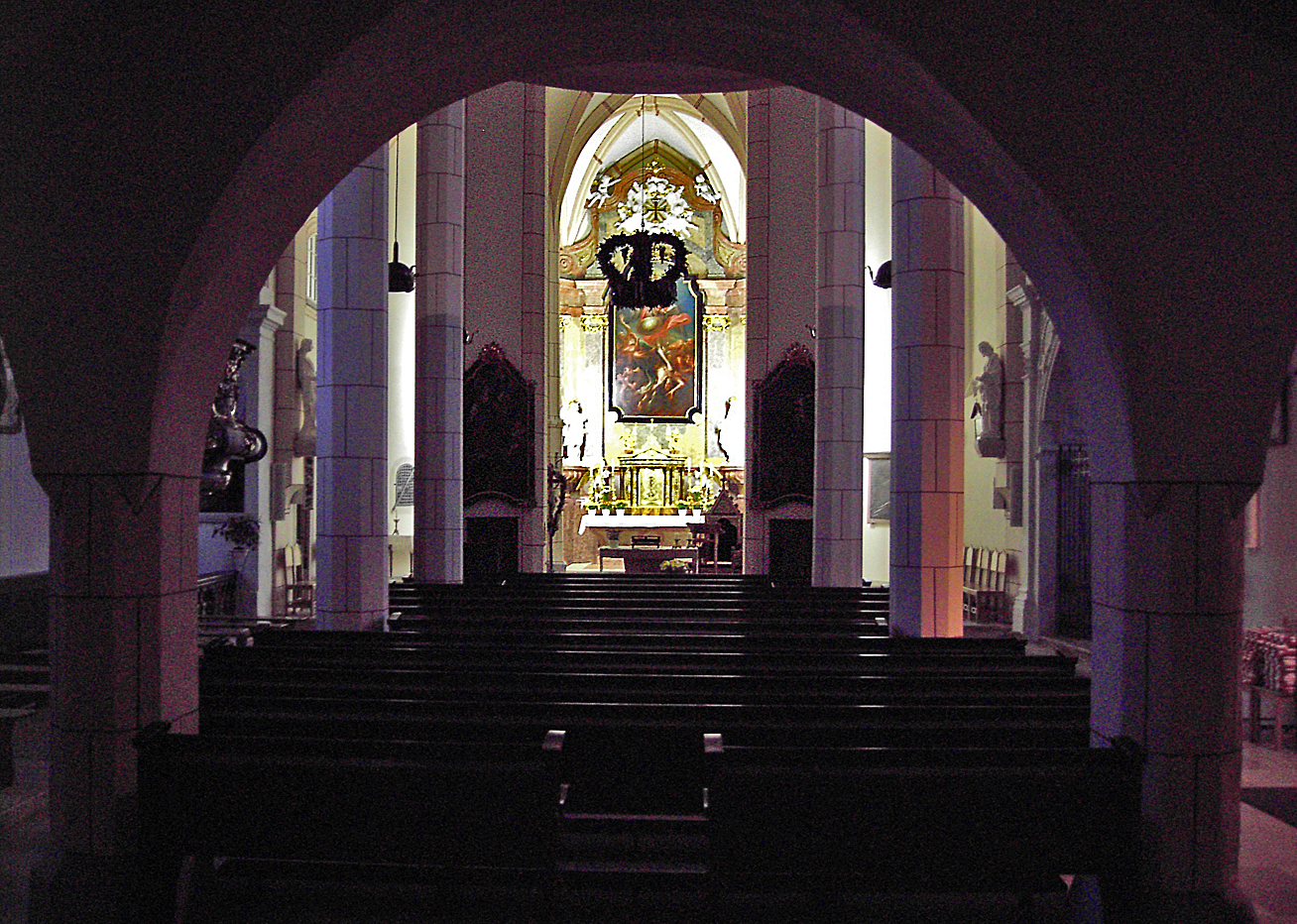
Innenansicht

Die Einrichtung ist ein spätbarocker Hochaltar, Seitenaltäre und eine Rokoko-Kanzel. Im Süden ist eine kleine gotische Seitenkapelle angelehnt, im Norden steht eine zweigeschoßige Sakristei, um 1597 wiederhergestellt, und um 1730 um eine weitere Seitenkapelle verlängert. Der Turm um 1400 mit quadratischen Grundriss aus unverputzten Quadern geht mit schrägen Dachzwickeln in ein achteckiges Glockengeschoß mit spitzbogigen Schallfenstern über und endet mit Spitzhelmdach um 1870.
Vor einigen Jahren wurde die Krypta unter dem Altar wiederentdeckt. Auch die Sakristei ist unterkellert, allerdings ist der Raum nicht zugänglich. Einen Stiegenabgang gibt es noch von der Sakristei aus, allerdings ist dieser am Ende zugemauert.
Im Tympanon aus dem 15. Jahrhundert am Langhausportal ist eine Malerei Christus mit Jüngern von Emmaus (Lk 24,13–35 ) vom Maler Franz Bilko aus den Jahren 1945 bis 1946. Die Orgel aus dem Jahre 1989 ist von Helmut Allgäuer, dabei wurde das klassizistische Gehäuse von Josef Loyp aus dem Jahre 1837 wiederverwendet.